# 日本のYouTuber
日本のYouTuber
本記事では日本におけるYouTuber（YouTubeでの動画配信者）について概説する。

## 歴史
2005年2月14日のYouTube設立以前よりMEGWIN、かんち（現・バーグハンバーグバーグ社員）らによるビデオブログの投稿自体は存在していた。
2006年、HIKAKINがYouTubeチャンネルを開設する。2010年、HIKAKINがSuper Mario Beatboxで注目を浴びる。
2011年6月、日本でYouTubeパートナーフォーラムが開催される。
元々、日本のYouTubeではミュージックビデオなどが中心となっておりビデオブロガーは少なかったため、2012年Googleがデジタルハリウッド大学と手を組んで「YouTube NextUp-Japan 2012」プログラムを行いビデオブロガーを支援する。支援を受けたビデオブロガーには瀬戸弘司、ABTV Network、ochikeronらが居る。
2013年、HIKAKINらによりON SALEが設立され、ON SALEは同年12月に前述のHIKAKIN、瀬戸弘司のほかジェット☆ダイスケ、佐々木あさひらの所属するYouTuberのマネジメントプロダクション uuumを開設する。翌2014年、ON SALEは社名もUUUMへと変更する。
2015年、ショート動画向けプロダクション VAZが設立されるが、VAZはYouTuberのマネージメントも開始し、ヒカルらが所属する。2017年、VAZ所属のヒカルらにより擬似株式のVALU騒動が起きる。
同2017年、中高生の将来なりたい職業にYouTuberがランクインする。
2021年、YouTubeは急成長したショート動画サービス TikTokへの対抗としてショート動画のYouTube ショートを開始し、2023年にはショート動画にも広告収益の分配を開始する。同2023年、UUUMがショート動画によって大赤字となる。

## キッズ系YouTuber
2020年、キッズラインのチャンネル登録者数が1000万人を超えた。1つ当たりの再生数が少なく登録者購入疑惑が起きるも、動画の数が多く総再生数は高いとされる。また同年に行われたNHK世論調査部の「2020年6月WEB幼児視聴率調査」ではインターネット動画のトップ10にHIMAWARIちゃんねるがランクインした。

## 迷惑系YouTuber
日本では2015年頃より騒動を起こして再生数を稼ぐ迷惑系YouTuberが過激化し問題となった。警察沙汰となるケースも増え、チャンネルが停止されるケースも出てきている。
2015年、東京都のスーパーマーケットでスナック菓子に爪楊枝を入れようとしたりコンビニエンスストアでペットボトルの万引き偽装をした少年が建造物侵入罪で逮捕されるつまようじ少年事件が起き、模倣犯も登場した。
2017年、三重県のヤマト運輸でチェーンソーを使って従業員を恐喝したYouTuberが暴力行為等処罰法で逮捕された。
2018年、福井市の交番前で白い粉の袋を落として警察官の本来の公務を妨害したYouTuberが業務妨害罪で逮捕された。
2020年、愛知県のスーパーマーケットで精算前の魚の切り身を盗んだとしてYouTuberが窃盗罪で逮捕された。

2023年、広島サミットに向けたテロ対策訓練において陸上自衛隊の敷地に侵入する迷惑系YouTuberを想定した訓練が行われた。

## 私人逮捕系YouTuber
私人逮捕系YouTuberは私人逮捕する様子をコンテンツとするYouTuberであり、世直し系、パトロール系とも呼ばれている。
2023年、私人逮捕系YouTuberが名誉毀損の疑いで逮捕され話題となった。別の私人逮捕系YouTuberのチャンネル収益化の停止も起きている。
前提として、私人逮捕には厳しい制約があり、警察官ではない素人がそれを専門として（ましてや動画の収益を目的として）積極的に行えるようなものではないことに注意する必要がある。また、私人逮捕系YouTuberが行っているような、犯罪を未然に防ぐのではなく、敢えて犯罪が起きるまで待ってから私人逮捕を行う方法も、本来の私人逮捕の運用から外れている（刑法を悪用している）ことになるため大きな問題がある。
社会文化人類学者のデメリウス葉子と犯罪学者の吉田穣は、「私人逮捕系YouTuber」が、サラリーマン的な生き方ができない男性にとって金銭、名誉、正統性等を得る代替的な方法として機能していると指摘する。

## 不謹慎系YouTuber
不謹慎系YouTuberは故人の身内や事件の犯人などを自称し、天邪鬼（ネットスラングで逆張り）な主張を行うとされ、逆張り系とも呼ばれている。
不謹慎系はYouTubeが流行る前のニコニコ動画が流行の時代から存在していたが、増えたのは2019年の首里城の火災以降とされる。

## 暴露系YouTuber
暴露系YouTuberはマスコミ各社の報道等では伝えられない、各界の裏話などをコンテンツとするするYouTuber。
著名な例としては、ガーシー（前参議院議員；詳細は該当項目を参照）が挙げられる。

## 関連雑誌
- 『YouTuberマガジン』講談社

## 日本のYouTuberに関連する作品
- ドラマ
  - 『配信ボーイ 〜ボクがYouTuberになった理由〜』 dTV 2018年[31][32]
  - 『デジタル・タトゥー』 NHK総合 2019年春[33]
  - 『四国推し! 小豆島に移住してみた!』（○○推し!） NHK総合 2021年1月12日 - ご当地YouTuberを主人公とするコメディドラマ[34]。
  - 『ユーチューバーに娘はやらん!』 テレビ東京系列 2022年冬
  - 『ガチ恋粘着獣』 朝日放送テレビ/テレビ朝日 2023年春 - 役作りにもYouTuberを参考にしている[35]。
  - 『ACMA:GAME アクマゲーム』2024年春 - ドラマ版のオリジナルキャラクターとして架空のカリスマYouTuber『浅井満』が登場した[36][37]。
  - 『西園寺さんは家事をしない』2024年夏 - 架空の料理系YouTuber『カズト横井』が主要なキャラとして登場する[38]。原作は『BE・LOVE』連載の同名の漫画。

- 漫画
  - 『ガチ恋粘着獣〜ネット配信者の彼女になりたくて〜』　コミックタタン連載 2020年〜 - 配信者グループはYouTuberをイメージして作られた[39]。
  - 『ひよ&びびっと!』 まんがタイムきららキャラット連載 2022年〜[40]